# Roches (Loir-et-Cher)
Roches ist eine französische Gemeinde mit 64 Einwohnern (Stand: 1. Januar 2022) im Département Loir-et-Cher in der Region Centre-Val de Loire; sie gehört zum Arrondissement Blois und zum Kanton La Beauce. 

## Geographie
Die Gemeinde Roches liegt an der Sixtre, etwa 24 Kilometer nordnordöstlich von Blois in der kleinen Beauce. Umgeben wird Roches von den Nachbargemeinden Le Plessis-l’Échelle im Westen und Norden, Briou im Norden und Nordosten, Lorges im Nordosten und Osten, Concriers im Südosten und Süden sowie Talcy im Süden und Westen.

## Bevölkerungsentwicklung
| Jahr                       | 1962 | 1968 | 1975 | 1982 | 1990 | 1999 | 2006 | 2012 | 2021 |
| -------------------------- | ---- | ---- | ---- | ---- | ---- | ---- | ---- | ---- | ---- |
| Einwohner                  | 72   | 66   | 60   | 54   | 76   | 65   | 73   | 72   | 66   |
| Quellen: Cassini und INSEE |      |      |      |      |      |      |      |      |      |

## Sehenswürdigkeiten
- Kirche Saint-Étienne